# Bundeswehr
Bundeswehr je naziv za oborožene sile Nemčije, ki se delijo na:
- kopenska vojska (Heer)
- vojna mornarica (Bundesmarine)
- vojno letalstvo (Luftwaffe)
- Streitkräftebasis (skupna podporna služba) in
- Zentraler Sanitätsdienst (saniteta).

## Vojaštvo
Obvezno služenje vojaškega roka je bilo 1. julija 2011 prekinjeno.

## Bundeswehr v tujini
- ELMAS - 3 mornariška patrulja letala (Sardinija)
- MCMFORMED - 1 minolovec
- MCMFORNORTH - 1 minolovec
- STANAVFORLANT - 1 rušilec/fregata
- STANAVFORMED - 1 rušilec/fregata

## Tuje oborožene sile vNemčiji
- NATO: ARRC, AIRNORTH, JCCENT, poveljstvo MND, 17 E-3A sentry, 2 Boeing-707
- Belgija: 1 mehanizirana pehotna brigada (2.000 vojakov)
- Francija: 2.700 vojakov
- Nizozemska: 1 lahka brigada (3.000 vojakov)
- Združeno kraljestvo: skupaj 20.600 vojakov
britanska kopenska vojska - 18.300 vojakov
RAF - 2.300 vojakov
- ZDA: skupaj 57.580 vojakov
kopenska vojska ZDA - 42.200 vojakov
vojna mornarica ZDA - 300 mornarjev
USMC - 2.000 marincev
vojno letalstvo ZDA - 14.880 vojakov

(Opomba: Oborožene sile ZDA so v fazi reorganiziranja evropskih enot, saj jih premeščajo iz Nemčije v nove članice NATO-a.)